# يو بينج كين
يو بينج كين هو مبارز بالسيف ماليزي، ولد في 8 مايو 1991 في ملقا في ماليزيا.

## وصلات خارجية
- يو بينج كين على موقع الاتحاد الدولي للمبارزة (الإنجليزية)
- يو بينج كين على موقع أوليمبيديا (الإنجليزية)